# Diocesi di Khammam
La diocesi di Khammam (in latino Dioecesis Khammamensis) è una sede della Chiesa cattolica in India suffraganea dell'arcidiocesi di Hyderabad. Nel 2021 contava 168.700 battezzati su 2.869.340 abitanti. È retta dal vescovo Prakash Sagili.

## Territorio
La diocesi comprende il distretto di Khammam, secondo l'estensione territoriale precedente il 2014, nello stato di Telangana in India.
Sede vescovile è la città di Khammam, dove si trova la cattedrale della Divina Misericordia.
Il territorio è suddiviso in 72 parrocchie.

## Storia
La diocesi è stata eretta il 18 gennaio 1988 con la bolla Perinde atque apostolicum di papa Giovanni Paolo II, ricavandone il territorio dalla diocesi di Warangal.

## Cronotassi dei vescovi
Si omettono i periodi di sede vacante non superiori ai 2 anni o non storicamente accertati.
- Joseph Rajappa † (18 gennaio 1988 - 27 dicembre 1989 deceduto)
- Marampudi Joji † (21 dicembre 1991 - 8 novembre 1996 nominato vescovo di Vijayawada)
- Paul Maipan (21 aprile 1997 - 27 agosto 2022 ritirato)[1]
- Prakash Sagili, dal 17 febbraio 2024

## Statistiche
La diocesi nel 2021 su una popolazione di 2.869.340 persone contava 168.700 battezzati, corrispondenti al 5,9% del totale.
| anno | popolazione | popolazione | popolazione | presbiteri | presbiteri | presbiteri | presbiteri                | diaconi | religiosi | religiosi | parrocchie |
| anno | battezzati  | totale      | %           | numero     | secolari   | regolari   | battezzati per presbitero | diaconi | uomini    | donne     | parrocchie |
| ---- | ----------- | ----------- | ----------- | ---------- | ---------- | ---------- | ------------------------- | ------- | --------- | --------- | ---------- |
| 1990 | 79.122      | 1.751.574   | 4,5         | 33         | 19         | 14         | 2.397                     |         | 24        | 130       | 27         |
| 1999 | 100.771     | 2.415.000   | 4,2         | 66         | 27         | 39         | 1.526                     |         | 164       | 194       | 41         |
| 2000 | 103.136     | 2.541.406   | 4,1         | 66         | 26         | 40         | 1.562                     |         | 259       | 200       | 43         |
| 2001 | 106.250     | 2.561.070   | 4,1         | 70         | 27         | 43         | 1.517                     |         | 263       | 219       | 45         |
| 2002 | 109.670     | 2.582.830   | 4,2         | 79         | 33         | 46         | 1.388                     |         | 266       | 227       | 46         |
| 2003 | 112.952     | 2.590.620   | 4,4         | 81         | 35         | 46         | 1.394                     |         | 166       | 230       | 46         |
| 2004 | 115.643     | 2.595.789   | 4,5         | 72         | 35         | 37         | 1.606                     |         | 167       | 235       | 47         |
| 2006 | 117.553     | 2.611.010   | 4,5         | 82         | 45         | 37         | 1.433                     |         | 197       | 316       | 53         |
| 2013 | 126.750     | 2.640.450   | 4,8         | 105        | 63         | 42         | 1.207                     |         | 202       | 340       | 60         |
| 2016 | 129.600     | 2.735.000   | 4,7         | 118        | 76         | 42         | 1.098                     |         | 217       | 385       | 64         |
| 2019 | 165.226     | 2.810.216   | 5,9         | 102        | 71         | 31         | 1.619                     |         | 168       | 355       | 72         |
| 2021 | 168.700     | 2.869.340   | 5,9         | 102        | 71         | 31         | 1.653                     |         | 168       | 355       | 72         |